# معاهدة السلام مع إيطاليا (1947)
معاهدة السلام مع إيطاليا عام 1947 الموقعة في 10 فبراير 1947 في باريس، فقد فرضت القيود التالية:
- حظر امتلاك أو إنشاء أو تجريب الأسلحة النووية والمقذوفات ذاتية الدفع والراجمات المتعلقة.
- حظر امتلاك سفن حربية أو حاملات طائرات أو غواصات أو وحدات هجوم برمائي.
- حظر تشغيل تجهيزات عسكرية على جزر بانتلريا و بيانوسا أو على أرخبيل الجزر البلاجية.

كما أمرت المعاهدة إيطاليا بوضع السفن التالية تحت أمر الدول المنتصرة: الولايات المتحدة والاتحاد السوفيتي والمملكة المتحدة وفرنسا واليونان ويوغسلافيا وألبانيا كتعويضات عن الحرب:
- 3 سفن حربية
- 5 حراقات
- 7 مدمرات
- 6 كاسحات ألغام
- 8 غواصات
- 1 سفينة شراعية للتدريب
- إجمالي الإزاحة، باستثناء السفن الحربية، لسلاح البحرية الإيطالي في المستقبل يجب ألا يتعدى 67,500 طن، بينما عدد الأفراد يجب ألا يتعدى 25,000 شخص.